# Гаттмен (Міссісіпі)
Гаттмен (англ. Gattman) — селище (англ. village) в США, в окрузі Монро штату Міссісіпі. Населення — 77 осіб (2020).

## Географія
Гаттмен розташований за координатами 33°53′5″ пн. ш. 88°14′12″ зх. д. / 33.88472° пн. ш. 88.23667° зх. д. (33.884848, -88.236574).  За даними Бюро перепису населення США в 2010 році селище мало площу 1,46 км², уся площа — суходіл.

## Демографія
Згідно з переписом 2010 року, у селищі мешкало 90 осіб у 40 домогосподарствах у складі 25 родин. Густота населення становила 62 особи/км².  Було 50 помешкань (34/км²).
Расовий склад населення:
| - 98,9 % — білих |

До двох чи більше рас належало 1,1 %. Частка іспаномовних становила 0,0 % від усіх жителів.
За віковим діапазоном населення розподілялося таким чином: 18,9 % — особи молодші 18 років, 66,7 % — особи у віці 18—64 років, 14,4 % — особи у віці 65 років та старші. Медіана віку мешканця становила 45,5 року. На 100 осіб жіночої статі у селищі припадало 91,5 чоловіків;  на 100 жінок у віці від 18 років та старших — 87,2 чоловіків також старших 18 років.
За межею бідності перебувало 4,4 % осіб, у тому числі 0,0 % дітей у віці до 18 років та 0,0 % осіб у віці 65 років та старших.
Цивільне працевлаштоване населення становило 51 осіб. Основні галузі зайнятості: виробництво — 35,3 %, транспорт — 25,5 %, освіта, охорона здоров'я та соціальна допомога — 25,5 %.